# No time
|  | Denne artikel er oprettet af botten PalnaBot ud fra en ekstern database. Den kan derfor have sproglige fejl eller mangler. Denne skabelon kan fjernes efter kontrol af indholdet. |

No time er en eksperimentalfilm fra 1984 instrueret af Karin Westerlund efter eget manuskript.

## Handling
En film om tid. Förstora nutiden, vidga nuet. Splittra filmens egen tid. Små, oberoende av varandra, historier. Avbrutna. En svartvit, dansande, dokumentär rörelse. Ingen filmhistoria, ingen början, inget slut. Ingen förtrollning. Varja sekund sitt eget universum.